# Пропил
Пропи́л (C3H7•) — одновалентный радикал пропана СН3СН2СН3. Как видно, атомы углерода в пропане не эквивалентны, точнее, их два вида. Это приводит к возможности образования двух типов пропильных радикалов: CH3CH2CH2• (1-пропил или н-пропил, то есть «нормальный» пропил, обозначается как n-Pr) и (CH3)2CH• (2-пропил или изопропил, обозначается как i-Pr).

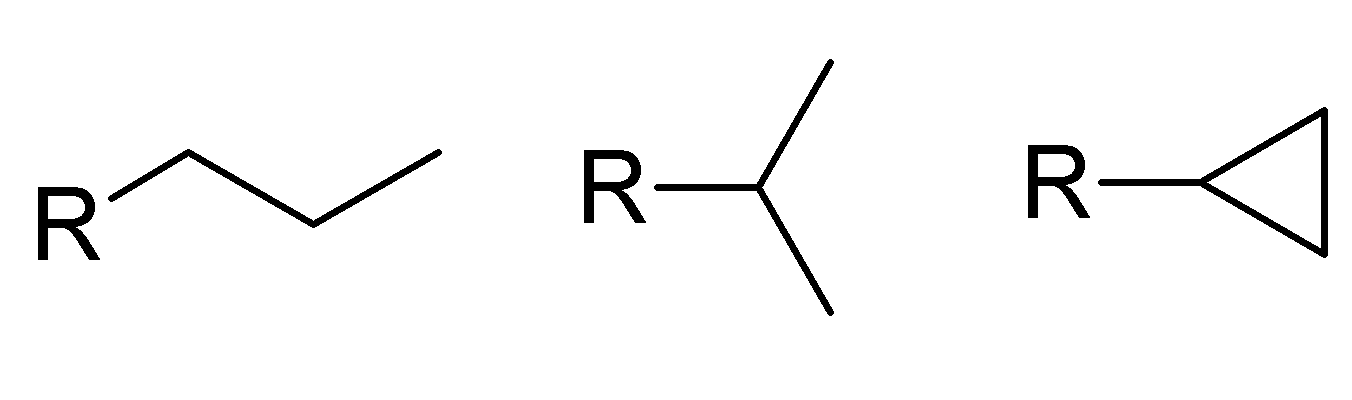
По порядку: 1-пропил, изопропил, циклопропил

К этим двум радикалам можно условно добавить циклопропил, одновалентный радикал циклопропана (обозначение: c-Pr), который тоже имеет углеродный скелет из трёх атомов. Но, во-первых, формула циклопропила C3H5•, т. е. он не изомерен линейным пропилу и изопропилу; во-вторых, его циклическая топология приводит к образованию «банановых связей», что сильно изменяет его химию по сравнению с другими пропилами.
Изопропил входит в так называемую «большую четвёрку» алкильных радикалов вместе с метилом, этилом и трет-бутилом. Часто является заместителем в углеводородах и других органических веществах. Введение пропильной группы в молекулу увеличивает липофильность.

## Стерические требования

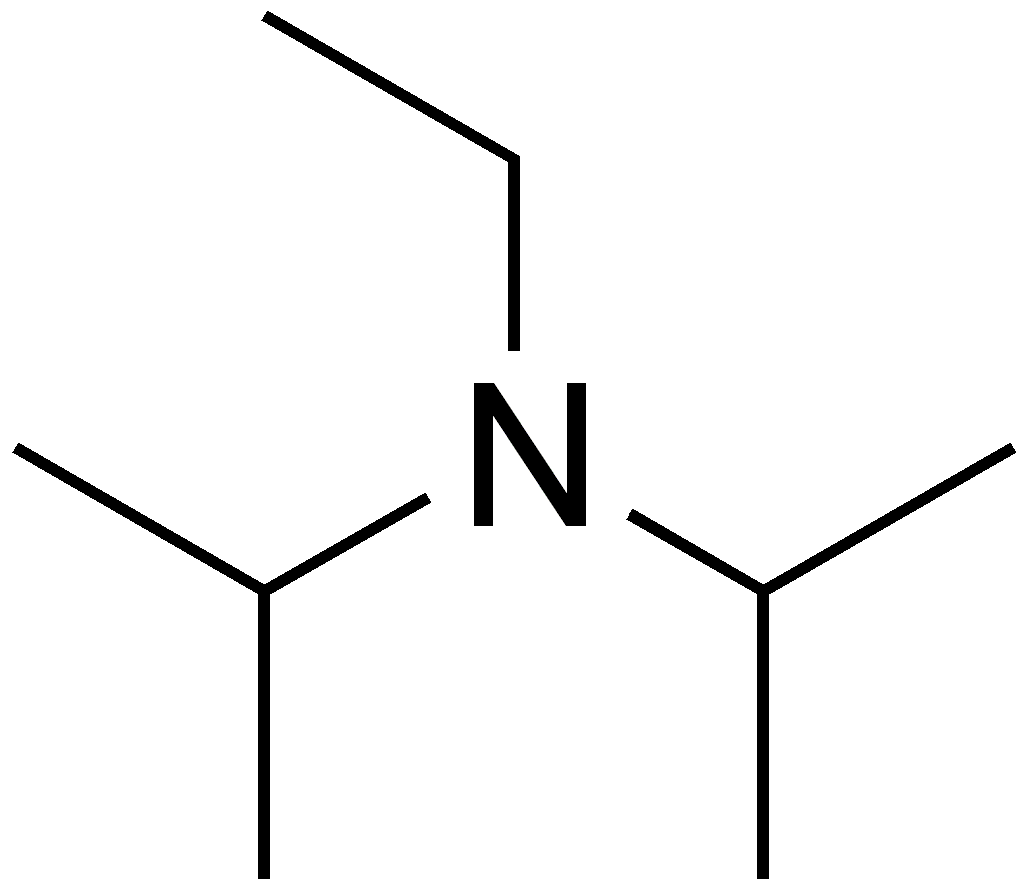
Диизопропилэтиламин

Изопропильная группа стерически довольно требовательна. Это можно продемонстрировать на примере диизопропилэтиламина. Благодаря изопропильным заместителям, он не может быть проалкилирован, но в то же время алкильные заместители делают его сильным основанием.

## Примеры
- Пропанол-1 — молекула состоит из n-пропила и гидроксила, n-Pr—OH.
- Пропанол-2 — молекула состоит из изопропила и гидроксила, i-Pr—OH.